# Clarksburg (Maryland)
Clarksburg is een plaats (census-designated place) in de Amerikaanse staat Maryland, en valt bestuurlijk gezien onder Montgomery County.

## Demografie
Bij de volkstelling in 2000 werd het aantal inwoners vastgesteld op 1834.

## Geografie
Volgens het United States Census Bureau beslaat de plaats een oppervlakte van 36,5 km², waarvan 35,8 km² land en 0,7 km² water.

## Plaatsen in de nabije omgeving
De onderstaande figuur toont nabijgelegen plaatsen in een straal van 12 km rond Clarksburg.